# Воды России
Воды России — совокупность водных обектов на территории Российской Федерации. Поверхностные воды (включая болота) занимают 12,4 % территории государства, при этом 84 % поверхностных вод сосредоточено к востоку от Урала. Также в стране сосредоточены крупные запасы пресной воды. В структуре водоиспользования преобладают производственные нужды.

## Моря
Россия омывается 12 морями Мирового океана, а также крупнейшим в мире озером, которое также именуется морем — Каспийским. Общая протяжённость береговой линии морей составляет 60 985 км, в том числе 39 940 км — побережье Северного Ледовитого океана (в том числе моря Баренцево, Белое, Карское, Лаптевых, Восточно-Сибирское и Чукотское), 17 740 — побережье Тихого океана (в том числе моря: Берингово, Охотское и Японское), 1845 км — побережье Атлантического океана (в том числе моря: Балтийское, Чёрное и Азовское), а 1460 км — Каспийского моря. Общая площадь акватории, находящейся под юрисдикцией России, составляет 8,6 млн км² (3,9 приходится на шельф, а 4,7 — на глубоководные части акваторий морей и океанов).

## Реки
В России более 2,8 млн рек общей длиной 12,4 млн км, суммарный годовой сток рек составляет 4258,6 км³ (из которых 90 % приходится на бассейны Северного Ледовитого и Тихого океанов). Число рек длиной свыше 500 км (так называемых больших рек) составляет 214 (0,008 % от общего числа рек), число средних рек (длиной от 101 км до 500 км) составляет 2833 (0,1 % от общего числа), 133 503 реки и 2 843 046 км общей протяжённости приходится на реки и водотоки длиной от 10 до 100 км, водотоков длиной до 10 км насчитывается 2 559 454 общей длиной 5 118 642 км. Наиболее полноводными реками (по показателю среднего годового стока) являются: Енисей (635 км³), Лена (537 км³), Обь (405 км³), Амур (378 км³), Волга (254 км³).
Реки в России традиционно играли огромную роль — не только как транспортные пути, но и как трассы заселения и хозяйственного освоения новых территорий. На реках построены практически все крупные города.

## Озёра
В России 2 747 997 озёр общей площадью 408 856 км² (без учёта Каспийского моря). Крупнейшее озеро — Каспийское море. Из озёр в традиционном смысле крупнейшими по площади являются Байкал (31 722 км²), Ладожское (17 872 км²), Онежское (9693 км²) и Таймыр (4560 км²), а по объёму Байкал (23 516 км³), Ладожское (838 км³), Онежское (292 км³) и Хантайское (82 км³), при этом около 96 % всех запасов озёрных вод сосредоточено лишь в восьми крупнейших озёрах, из них 95,2 % приходится только на один Байкал.

## Водохранилища
На территории России находятся в эксплуатации около 30 тыс. регулирующих речной сток водохранилищ и прудов суммарным объёмом более 800 км³. Протяжённость береговой линии только водохранилищ составляет 75,4 тыс. км. По площади водного зеркала в десятку крупнейших водохранилищ мира входят Куйбышевское (6150 км²), Братское (5470 км²), Рыбинское (4550 км²), Волгоградское (3117 км²) и Красноярское (2000 км²).

## Болота
По данным Росреестра на 1 января 2010 года в России 1 528 312 км² территории занято болотами. Больше всего заболоченных земель среди лесного фонда (1019 тыс. км²), земель сельскохозяйственного назначения (256 тыс. км²), а также земель запаса (138 тыс. км²). Больше всего болот в Красноярском крае (226 905 км²), Ханты-Мансийском АО (199 332 км²), Якутии (197 841 км²) и Ямало-Ненецком АО (130 473 км²).
В болотах сосредоточено около 3000 км³ статических запасов природных вод. Ежегодно в болота с их водосборной площади и с осадками поступает 1500 км³ воды, из которой около 1000 км³ расходуется на сток, питающий реки и озёра, а примерно 500 км³ в год расходуется на испарение и поглощается растительностью.
В России учтено и частично разведано 65 868 торфяных месторождений общей площадью 805 тыс. км² и запасами 235 млрд т торфа (47 % мировых запасов).

## Ледники и мерзлота
В России 8099 ледников общей площадью 56 131,6 км². В них (включая подземный лёд) сосредоточено около 40 тыс. км³ пресных вод. Ледники отдают в реки ежегодно около 110 км³ воды.
Основная масса ледников сосредоточена на арктических островах и в горных районах: по числу ледников лидируют Российский Кавказ (1760 ледников), Алтай (1499), Корякское нагорье (1335), а по площади (и объёму запасов воды) лидируют Новая Земля (площадь 23 645 км², запас 8100 км³), Северная Земля (площадь 17 325 км², запас 4700 км³) и Земля Франца-Иосифа (площадь 13 746 км², запас 2100 км³).
Около 5 млн км² территории России занимает многолетняя (т. н. «вечная») мерзлота. В некоторых районах Якутии её толщина достигает 1—1,5 км.
Самая большая в мире наледь (Большая Момская наледь) в бассейне реки Индигирка имеет площадь более 100 км², а объём 0,25 км³.
Среднегодовые запасы снега в последние годы составляют около 2,3 тыс. км³.

## Учет водных ресурсов
В 2023 году в России запустили эксперимент по созданию единого информационного ресурса, содержащего максимально полные сведения о реках, озерах, подземных водах страны. Пилотными регионами проекта стали: Ставропольский край, Тульская область и Чеченская Республика.